# 白方村 (福島県)
白方村（しらかたむら）は、福島県岩瀬郡にかつて存在した村である。

## 地理
- 現在の須賀川市の北西部、旧岩瀬村の西部に位置する。

## 歴史

### 村域の変遷
- 1889年（明治22年）4月1日 - 町村制施行により、滝村・梅田村・守屋村・柱田村・今泉村が合併し岩瀬郡 白方村が発足。
- 1955年（昭和30年）3月31日 - 白江村と合併して岩瀬村が発足。同日白方村廃止。
- 1958年（昭和33年） - 旧村域の一部（滝の一部）が長沼町に編入。

変遷表
| 1868年 以前 | 1868年 以前 | 明治9年 | 明治10年 | 明治22年 4月1日 | 昭和30年 3月31日 | 昭和33年 | 平成17年 4月1日 | 現在     |
| ----------- | ----------- | ------- | -------- | --------------- | ---------------- | -------- | --------------- | -------- |
|             | 成田村      | 成田村  | 梅田村   | 白方村          | 岩瀬村           | 岩瀬村   | 須賀川市 に編入 | 須賀川市 |
|             | 町守屋村    | 守屋村  | 守屋村   | 白方村          | 岩瀬村           | 岩瀬村   | 須賀川市 に編入 | 須賀川市 |
|             | 里守屋村    | 守屋村  | 守屋村   | 白方村          | 岩瀬村           | 岩瀬村   | 須賀川市 に編入 | 須賀川市 |
|             | 上柱田村    | 柱田村  | 柱田村   | 白方村          | 岩瀬村           | 岩瀬村   | 須賀川市 に編入 | 須賀川市 |
|             | 下柱田村    | 柱田村  | 柱田村   | 白方村          | 岩瀬村           | 岩瀬村   | 須賀川市 に編入 | 須賀川市 |
|             | 今泉村      | 今泉村  | 今泉村   | 白方村          | 岩瀬村           | 岩瀬村   | 須賀川市 に編入 | 須賀川市 |
|             | 今泉新田村  | 今泉村  | 今泉村   | 白方村          | 岩瀬村           | 岩瀬村   | 須賀川市 に編入 | 須賀川市 |
|             | 滝村        |         |          | 白方村          | 岩瀬村           | 岩瀬村   | 須賀川市 に編入 | 須賀川市 |
|             | 長沼町 編入 |         |          | 白方村          | 岩瀬村           |          | 須賀川市 に編入 | 須賀川市 |

## 大字
- 滝（たき）
- 梅田（うめた）
- 守屋（もりや）
- 柱田（はしらた）
- 今泉（いまいずみ）

## 人口・世帯

### 人口
総数 [単位： 人]
| 1891年（明治24年） | 3,626 |
| 1920年（大正 9年） | 3,410 |
| 1947年（昭和22年） | 4,636 |

### 世帯
総数 [単位： 世帯]
| 1920年（大正 9年） | 615 |
| 1947年（昭和22年） | 756 |